# Anna Wickenhauser
Anna Wickenhauser (* 1968) ist eine österreichische Architektin und Professorin.

## Leben
Anna Wickenhauser studierte Architektur an der TU Graz, der ETH Zürich und der UdK Berlin. Sie war Mitarbeiterin der Architekturbüros Adolf Krischanitz und Herzog & de Meuron und gründete 2001 in Kopenhagen ihr erstes Büro, das sie seit 2004 in Wien führt.
Sie ist bekannt für ihre nachhaltigen Bauprojekte, insbesondere im Bereich des Wohnbaus. Seit 2024 ist sie Professorin für Architektur und Entwerfen am Institut für Raum und Design der Universität für künstlerische und industrielle Gestaltung Linz. Neben der Lehre ist sie auch in der Forschung tätig, etwa zum Thema Eisenbetonbauten.

## Auszeichnungen
Wickenhauser erhielt zahlreiche Auszeichnungen für ihre Arbeit, darunter:
- 2015 den wienwood 15-Preis von proHolz Austria für die Gartensiedlung Seefeldergasse in Wien.[5]
- 2020 gemeinsam mit Dietmar Gasser in Kooperation mit Albert Kirchengast und Karl Schreiner den Architekturpreis Raum Burgenland für die Neugestaltung des Hauptplatzes und Rochusplatzes in Stadtschlaining.[6]
- Mit dem Projekt in Stadtschlaining war sie zusammen mit den oben genannten Partnern zudem unter den Finalisten des Piranesi-Awards 2022.[7]

## Engagement
Anna Wickenhauser ist Präsidentin von docomomo Austria, einer Organisation, die sich der Dokumentation und Erhaltung der Architektur der Moderne widmet.